# 新薩斯
新薩斯是匈牙利的城鎮，位於該國中部，由亞斯-瑙吉孔-索爾諾克州負責管轄，面積58.2平方公里，2011年人口6,424，其中約七成居民信奉天主教。
47°18′N 20°05′E / 47.300°N 20.083°E